# Radiopharmazie
Die Radiopharmazie ist ein Teilgebiet der Pharmazie, das sich mit der Synthese, dem Modelling und den pharmakologischen Eigenschaften von Radiotherapeutika und -diagnostika (Radiopharmaka, isotopenmarkierte Arzneimittel) befasst.
Radiopharmazie ist eine wissenschaftliche Disziplin, die sich mit der Herstellung und Anwendung von Radiopharmaka beschäftigt Radiopharmaka bestehen aus einem Radionuklid mit sehr kurzer Halbwertszeit und einem Tracer-Molekül (Tracer), das die spezifische Anreicherung des Nuklids in Geweben bewirken soll. Angewendet werden Radiopharmaka in der Diagnostik (z. B. Jodumsatz-Bestimmung in der Schilddrüse im Radiojodtest) und im therapeutischen Bereich (z. B. Hemmung von Zellwachstum bei Krebs). Austauschmarkierung, Fremdmarkierung.
Auch in der Entwicklungsphase von neuen Arzneimitteln spielt die radioaktive Markierung eine wichtige Rolle, da mittels Tracer die Pharmakokinetik der Wirkstoffe erforscht werden kann.

## Quelle
- Pharmazie in unserer Zeit, 34 (6)